# Varnish cache
Varnish används av olika webbplatser för att snabba upp åtkomsten till sajten, en så kallad HTTP proxy. Den är till skillnad mot de flesta andra proxy-programvaror byggd för att vara just en reverse proxy för webbplatser, istället för att arbeta som en cache för klienter på datornätverk typ Squid.